# فايي (بلدية)
فايي هي بلدية في مدينة تورينو الكبرى في منطقة بييمونتي الإيطالية، وتقع على بعد حوالي 35 كيلومتر (22 ميل) غرب تورينو في وادي سوسا. ابتداء من 31 ديسمبر 2004 بلغ عدد سكانها 1413 نسمة ومساحتها 7.1 كيلومتر مربع (2.7 ميل2).
تحد فايي البلديات التالية: كوندوف، سانت أنتونينو دي سوزا، تشيوسا دي سان ميشيل، كوززي وفالجيوي.

## روابط خارجية
- الموقع الرسمي